# La Monjoia (Aguilar de Segarra)
La Monjoia és una muntanya de 654 metres que es troba al municipi d'Aguilar de Segarra, a la comarca catalana del Bages.